# Lliga catalana de bàsquet LEB
La Lliga Catalana de Bàsquet LEB és una competició oficial que organitza la Federació Catalana de Bàsquet. Va ser creada el 2000 i enfronta els equips masculins de bàsquet de Catalunya de la Lliga LEB espanyola, en un torneig que es disputa cada any a principis de temporada, mitjançant el sistema d'eliminatòries i final a partit únic.

## Historial de la Lliga Catalana
| Edició      | Temporada | Seu                  | Campió                            | Subcampió            | Resultat           | MVP                   | Emtrenador campió |
| ----------- | --------- | -------------------- | --------------------------------- | -------------------- | ------------------ | --------------------- | ----------------- |
| I Lliga     | 2000      | Manresa              | Bàsquet Manresa                   | CE Lleida Basquetbol | 87 - 82            |                       | Salva Maldonado   |
| II Lliga    | 2001      | Manresa              | Bàsquet Manresa                   | CB Valls             | 81 - 75            |                       | Ricard Casas      |
| III Lliga   | 2002      | Tarragona            | CB Tarragona                      | CB Cornellà          | 93 - 50            |                       | Porfirio Fisac    |
| IV Lliga    | 2003      | Ponts                | CB Aracena                        | CB Tarragona         | 92 - 88            |                       | Xavi Pascual      |
| V Lliga     | 2004      | Tarragona            | CB Tarragona                      | CB Valls             | 75 - 62            |                       |                   |
| VI Lliga    | 2005      | Lleida               | CB Tarragona                      | CE Lleida Basquetbol | 82 - 73            |                       |                   |
| VII Lliga   | 2006      | Manresa              | Bàsquet Manresa                   | CB Tarragona         | 88 - 75            | Josh Asselin          | Óscar Quintana    |
| VIII Lliga  | 2007      | Lleida               | CE Lleida Basquetbol              | CB L'Hospitalet      | 76 - 74            | Jaume Comas           | Edu Torres        |
| IX Lliga    | 2008      | Lleida               | CE Lleida Basquetbol              | Club Bàsquet Vic     | 80 - 66            | Gimel Lewis           | Edu Torres        |
| X Lliga     | 2009      | Girona               | CB Sant Josep Girona              | CB Cornellà          | 73 - 61            | Darryl Middleton      | Borja Comenge     |
| XI Lliga    | 2010      | Girona               | CB Sant Josep Girona              | CB Tarragona         | 80 - 54            | David Navarro         | Ricard Casas      |
| XII Lliga   | 2011      | Lleida               | CE Lleida Basquetbol              | CB Sant Josep Girona | 70 - 65            | Jason Detrick         | Joaquín Prado     |
| XIII Lliga  | 2012      | Lleida               | Força Lleida                      | Regal FC Barcelona B | 72 - 65            | Dominic Calegari      | Joaquín Prado     |
| XIV Lliga   | 2013      | Lleida               | River Andorra Morabanc            | CB Prat Joventut     | 79 - 58            | Asier Zengotitabengoa | Joan Peñarroya    |
| XV Lliga    | 2014      | El Prat de Llobregat | CB Tarragona                      | CB Prat Joventut     | 63 - 62            | Antonio Hester        | Berni Álvarez     |
| XVI Lliga   | 2015      | Granollers           | CB Prat Joventut                  | Actel Força Lleida   | 80 - 68            | Zoran Nikolić         | Roberto Sánchez   |
| XVII Lliga  | 2016      | El Prat de Llobregat | CB Prat                           | Actel Força Lleida   | 87 - 70            | Pep Ortega            | Roberto Sánchez   |
| XVIII Lliga | 2017      | Reus                 | CB Prat                           | FC Barcelona Lassa B | 78 - 70            | Aleix Font            | Arturo Álvarez    |
| XIX Lliga   | 2018      | El Prat de Llobregat | CB Prat                           | FC Barcelona Lassa B | 92 - 80            | Marc Rubín de Celis   | Dani Miret        |
| XX Lliga    | 2019      | Lleida               | Ilerdauto Nissan Pardinyes Lleida | CB Prat              | 76 - 68            | Wendell Davis         | Gerard Encuentra  |
| XXI Lliga   | 2020      | Balaguer             | Bàsquet Girona                    | Força Lleida         | 87 - 79            | Albert Sàbat          | Carles Marco      |
| XXII Lliga  | 2021      | Girona               | Bàsquet Girona                    | CB Prat              | 56 - 76            | Albert Sàbat          | Carles Marco      |
| XXIII Lliga | 2022      | Lleida               | Força Lleida                      | Morabanc Andorra     | 84 - 86 / 101 - 97 | Juani Marcos          | Gerard Encuentra  |
| XXIV Lliga  | 2023      | Lleida               | Força Lleida                      | CB Prat              | 83 - 70            | Kur Kuath             | Gerard Encuentra  |

Font: Històric de lligues catalanes

## Palmarès
| Clubes                            | Campionats | Campionats          | Subcampionats | Subcampionats  | Finals |
| --------------------------------- | ---------- | ------------------- | ------------- | -------------- | ------ |
| CB Tarragona                      | 4          | 2002 2004 2005 2014 | 3             | 2003 2006 2010 | 7      |
| CB Prat                           | 4          | 2015 2016 2017 2018 | 3             | 2013 2014 2019 | 7      |
| Bàsquet Manresa                   | 3          | 2000 2001 2006      |               |                | 3      |
| CE Lleida Basquetbol              | 3          | 2007 2008 2011      | 2             | 2000 2005      | 5      |
| CB Sant Josep Girona              | 2          | 2009 2010           | 1             | 2011           | 3      |
| CB Aracena                        | 1          | 2003                |               |                | 1      |
| Força Lleida                      | 1          | 2012                | 3             | 2015 2016 2020 | 4      |
| River Andorra Morabanc            | 1          | 2013                |               |                | 1      |
| Ilerdauto Nissan Pardinyes Lleida | 1          | 2019                |               |                | 1      |
| Bàsquet Girona                    | 1          | 2020                |               |                | 1      |
| FC Barcelona Lassa B              |            |                     | 3             | 2012 2017 2018 | 3      |
| CB Valls                          |            |                     | 2             | 2001 2004      | 2      |
| CB Cornellà                       |            |                     | 2             | 2002 2009      | 2      |
| CB L'Hospitalet                   |            |                     | 1             | 2007           | 1      |
| Club Bàsquet Vic                  |            |                     | 1             | 2008           | 1      |

## Historial de la Lliga Catalana Segona FEB (Abans LEB Plata)
| Edició    | Temporada | Seu                     | Campió                | Subcampió                   | Resultat |
| --------- | --------- | ----------------------- | --------------------- | --------------------------- | -------- |
| I Lliga   | 2010      | Andorra la Vella        | B.C. River Andorra    | ADT Tarragona               | 83 - 72  |
| II Lliga  | 2011      | El Prat de Llobregat    | C.B. Prat Joventut    | B.C. River Andorra          | 81 - 71  |
| III Lliga | 2018      | Santa Coloma de Farners | C.B. L'Hospitalet     | Bàsquet Girona              | 73 - 56  |
| IV Lliga  | 2020      | Terrassa                | Barça B               | C.B. Prat                   | 78 - 57  |
| V Lliga   | 2021      | Cornellà de Llobregat   | C.B. Cornellà         | Recambios Gaudí C.B. Mollet | 72 - 63  |
| VI Lliga  | 2022      | Mollet del Vallès       | C.B. Cornellà         | Recambios Gaudí C.B. Mollet | 93 - 77  |
| VII Lliga | 2024      | Tarragona               | OCA Global C.B. Salou | Homs U.E. Mataró            | 64 - 61  |

Font: Historial Lliga Catalana Segona FEB

## Palmarès de la Lliga Catalana Segona FEB (Abans LEB Plata)
| Club                  | Campionats | Campionats | Subcampionats | Subcampionats |
| --------------------- | ---------- | ---------- | ------------- | ------------- |
| C.B. Cornellà         | 2          | 2021, 2022 |               |               |
| C.B. Prat             | 1          | 2011       | 1             | 2020          |
| B.C. Andorra          | 1          | 2010       | 1             | 2011          |
| C.B. L'Hospitalet     | 1          | 2018       |               |               |
| Barça B               | 1          | 2020       |               |               |
| OCA Global C.B. Salou | 1          | 2024       |               |               |
| Club Bàsquet Mollet   |            |            | 2             | 2021, 2022    |
| AD Torreforta         |            |            | 1             | 2010          |
| Bàsquet Girona        |            |            | 1             | 2018          |
| Unió Esportiva Mataró |            |            | 1             | 2024          |